# The Naked Truth (Lil' Kim)
The Naked Truth è il quarto album discografico in studio della rapper Lil' Kim, pubblicato nel 2005.
I singoli estratto da questo sono "Lighters up" e "Whoa".
Nel video di "Lighters up" appare come introduzione la traccia "Shut up bitch" mentre in "whoa" alla fine del video la rapper si esibisce cantando la traccia "Spell check".

## Tracce
1. Intro – 0:39
2. Spell Check – 3:39
3. Lighters Up – 4:23
4. Shut Up Bitch Intro – 0:56
5. Shut Up Bitch – 4:19
6. Whoa – 4:08
7. Slippin' – 4:16
8. Answering Machine Skit 1 – 2:27
9. All Good – 4:31
10. I Know You See Me (feat. Tiny) – 3:53
11. W.P.I.M.P. Skit – 0:30
12. Quiet (feat. Game) – 4:02
13. Durty – 4:10
14. Answering Machine Skit 2 – 2:23
15. We Don't Give a Fuck (feat. Bun B & Twista) – 4:22
16. Gimme That (feat. Maino) – 4:27
17. Kitty Box – 3:49
18. Kronik (feat. Snoop Dogg) – 4:32
19. Winners and Losers Skit – 0:57
20. Get Yours (feat. T.I. & Sha-Dash) – 4:09
21. Last Day – 4:29
22. Last Day Skit – 5:30